# Cuspitegula stellifer
Cuspitegula stellifer – gatunek roztocza z kohorty mechowców i rodziny Microzetidae. Jedyny gatunek monotypowego rodzaju Cuspitegula
Rodzaj i gatunek zostały opisane w 1966 roku przez Marie Hammer.
Mechowce te mają właściwe lamelle przykrywające całe prodorsum. Szczeciny notogastralne występują w liczbie 7 par, genitalne 6 par, aggenitalne 1 pary, analne 2 par, a adanalne 3 par. Odnóża są jednopalczaste.
Gatunek endemiczny dla Nowej Zelandii.